# Штир
Штир (Amaranthus retroflexus) је врста скривеносеменица из истоимене фамилије (Amaranthaceae). Штир је једногодишња зељаста биљка, животне форме терофита. Природни ареал распрострањења ове врсте обухвата Северну Америку. Активношћу човека штир је постао космополитски насељен, углавном у виду „корова“ по усевима, деградованим природним екосистемима, напуштеним људским насељима и поред путева. У неким крајевима се користи за исхрану људи и домаћих животиња.
Штир је у последње време један од модел организама у физиологији биљака.